# Vladimir Petrovitch Kouznetsov
Pour les articles homonymes, voir Vladimir Kouznetsov et Kouznetsov.
Vladimir Petrovitch Kouznetsov (en russe : Влади́мир Петро́вич Кузнецо́в) est un chercheur, journaliste, dissident russe et soviétique, auteur d'un livre de souvenirs, Histoire d'une compagnie (1995).

## Biographie
Vladimir Kouznetsov naît 15 mai 1936 à Moscou. Il est le fils du linguiste russe, professeur à l'Université d'État de Moscou Кузнецов, Piotr Kouznetsov. En 1954, il s'inscrit  à Faculté de lettres de l'Université d'État de Moscou. Il est en 1955 un des créateurs et des membres actifs d'un groupe de jeunes poètes et d'amateurs de la poésie russe, Sensus («Сенсус»), composé d'étudiants de la faculté. 
En novembre 1956, après l'insurrection de Budapest, Andreï Teriokhine, un autre membre du groupe, et lui écrivent et distribuent un tract dénonçant l'événement. En mars 1957, eux deux sont arrêtés et condamnés sur le fondement de l'article 58-10 du code pénal pour agitation et propagande antisoviétiques. Vladimir Kouznetsov est condamné à trois ans de camp. 
Il accomplit sa peine à Doubravlag, où il participe avec Leonid Tchertkov à la rédaction de l'almanach Piatiretchie («Пятиречие»). 
En 1961, de retour à Moscou, Vladimir Kouznetsov travaille dans des établissements scientifiques et comme journaliste. Il a été réhabilité (ru) en 1994.
Il est l'auteur d'un libre de souvenirs, Histoire d'une compagnie, publié en 1995. Ce récit a également paru dans des périodiques.
Il meurt à Moscou le 11 décembre 2014.

## Publications
- (ru) История одной компании [« Histoire d'une compagnie »], Moscou, Edition à compte d'auteur,‎ 1995, 42 p. :
  - (ru) « История одной компании » [« Histoire d'une compagnie »], Тыняновский сборник, nos 10 et 11,‎ 1998 et 2002,
  - (ru) « История одной компании » [« Histoire d'une compagnie »], Новое литературное обозрение, nos 10 et 11,‎ 2001 ;
- (ru) « Нас сблизила любовь к литературе » [« L'amour de la littérature nous rapprochait »], НЛО, no 47,‎ 2001 (lire en ligne, consulté le 6 septembre 2018) ;
- (ru) « Хроники текущих событий » [« Chronique d'événements passés »], 30 октября, no 111,‎ 2012, p. 5.
- (ru) « Байки дубравлага [« Les fables de Doubravlag »] », dans К 65-летию Г. Г. Суперфина [« Pour les 65 ans de G. G. Souperfine »] (lire en ligne).